# María Mascaró
María Mascaró (Montevideo, 19 de mayo de 1971) es una artista visual que trabaja sobre temas de género, identidad, resiliencia y el deseo femenino. En su trabajo utiliza diferentes técnicas como instalación, pintura, fotografía, escritura, objetos y dibujos.

## Biografía
María Mascaró nace en Montevideo, en el período de poder de dictadura cívico- militar (1973 - 1985). Se desarrolla en las artes de forma autodidacta hasta 1990, año en el que se radica en Buenos Aires, donde realiza trabajos de serigrafía. Realiza viajes de estudio por diferentes países de Europa y los Estados Unidos.  En 2003 se incorpora al Taller de Guillermo Fernández,  formado en el Taller de Joaquín Torres García en Uruguay, donde estudia dibujo y pintura. Entre  2004 y 2006 se instala en Londres,  donde continúa sus estudios en arte, y realiza su primera muestra individual en Nolia´s Gallery. En 2012, ya en Uruguay,  se une al colectivo de artistas de la Fundación de Arte Contemporáneo bajo la dirección de Fernando López Lage. En 2016 funda la Colectiva Co (COCO),  junto a  Catalina Bunge, Lucía Ehrlich y Natalia de León, una colectiva dedicada a expandir el arte contemporáneo de mujeres en Uruguay y el mundo. Actualmente vive y trabaja en Montevideo, Uruguay. 
Desde 1992 está en pareja con Ana Gatti, con quién se casó en el 2014, al año siguiente de  la aprobación de  la ley de matrimonio igualitario en Uruguay.
En 2017 presentó su libro-objeto Coincidencias donde mediante cuentos cortos e intervenciones artísticas surgen historias de mujeres.

## Algunas Exposiciones
- 2018- Exposición colectiva ¨Ascendencia/ Descendencia¨- Centro Cultural Kavlin,Punta del Este, Maldonado, Uruguay
- 2018- Exposición colectiva ¨Alteridades¨- Centro de exposiciones Subte - Montevideo, Uruguay
- 2018- Exposición colectiva ¨Diarios¨-  Museo Zorrilla- Montevideo, Uruguay
- 2018- Exposición colectiva ¨Jaque¨- Centro Cultural de España (CCE), Montevideo, Uruguay
- 2018- Exposición colectiva¨fac- Pop- Up¨- Espacio Cultural Gorlero- Punta del Este, Maldonado, Uruguay
- 2018- Exposición individual ¨Coincidencias¨- Espacio Cultural Dalarna, Chihuahua, Uruguay
- 2018- Exposición Colectiva Sala Municipal de exposiciones Lidaura Chapitel- San Martín de los Andes, Neuquén , Argentina
- 2017- Exposición colectiva ¨Ascendencia/ Descendencia¨- SOA- Montevideo- Uruguay
- 2017- Exposición colectiva ¨fac- Pop- Up¨- Mercado Ferrando- Montevideo- Uruguay
- 2017- Exposición individual ¨Coincidencias¨- Alamut libros- Buenos Aires- Argentina
- 2017- Exposición colectiva ¨Muestra sin censura¨- Trindade- Florianópolis- Brasil
- 2017- Exposición individual ¨Coincidencias¨- Bar el Mingus- Montevideo- Uruguay
- 2017- Exposición colectiva ¨fac- Pop- Up¨- El Cibils- Montevideo- Uruguay
- 2017- Exposición colectiva ¨Ascendencia/ Descendencia¨- Embajada de Uruguay - París- Francia
- 2017- Exposición colectiva ¨Ascendencia/ Descendencia¨- Crypt Gallery - Londres- UK
- 2017- Exposición individual ¨Femiliencia 33¨en Museo Agustín Araújo- Treinta y Tres- Uruguay
- 2016- Exposición individual ¨Piñas¨ en Espacio Cultural Dalarna- Chihuahua- Maldonado- Uruguay.
- 2016- Exposición colectiva ¨Arte Degenerado II¨ en Casa Brandon- Buenos Aires- Argentina.
- 2016- Exposición colectiva en ¨X Mulier Mulieris¨- Museo de la Universidad de Alicante, España.
- 2016- Exposición colectiva en ¨Maroñas Gallery¨- Montevideo, Uruguay.
- 2015- Exposición colectiva ¨Actos Públicos- Actos Privados¨ con curaduría de Jacqueline Lacasa- Punto de encuentro- Ministerio de Educación y Cultura (MEC)- Montevideo, Uruguay.
- 2015- Exposición colectiva ¨Arte Degenerado¨ en Colección Engelman-Ost- Montevideo, Uruguay.
- 2015- Exposición colectiva ¨ Obras en Esplendor¨- Hotel Esplendor- Montevideo, Uruguay.
- 2015- Exposición colectiva ¨Perfiles Políticos¨- Centro de exposiciones Subte- Montevideo, Uruguay.
- 2015- Exposición en Dossier de Círculo A
- 2015- Exposición colectiva en ¨IX Mulier Mulieris¨ -  Museo de la Universidad de Alicante, España.
- 2014- Exposición individual ¨Femiliencia¨ en Colección Engelman-Ost- Montevideo, Uruguay.
- 2013- Exposición colectiva ¨Perpetua- Carne¨ en Colección Engelman-Ost- Montevideo, Uruguay.
- 2006- Exposición individual en Nolia´s Gallery – Londres, Reino Unido
- 2005- Exposición colectiva en Galería Sloane Graphics - Swiss Cottage – Londres, Reino Unido
- 2003- Exposición colectiva “Encuentro Internacional Literario Abrace” realizada en el Atrio Municipal de la Intendencia Municipal de Montevideo, Uruguay.

## Premios
- 2017- Exposición ¨Alteridades¨ - Centro de exposiciones Subte - Montevideo, Uruguay.
- 2017- Exposición Sala Municipal de exposiciones Lidaura Chapitel, San Martín de los Andes, Neuquén , Argentina.
- 2016- Exposición ¨X Mulier Mulieris¨ - Museo de la Universidad de Alicante, España.
- 2015- Exposición ¨IX Mulier Mulieris¨ - Museo de la Universidad de Alicante, España.
- 2015- Exposición ¨Perfiles Políticos¨ - Centro de exposiciones Subte - Montevideo, Uruguay.
- 2015- Convocatoria Círculo A para su sección Dossiers de Proyectos